# لوئیس هارولد گری
 لوئیس هارولد گری (انگلیسی: Louis Harold Gray؛ زاده ۱۰ نوامبر ۱۹۰۵ درگذشته ۹ ژوئیهٔ ۱۹۶۵) یک فیزیک‌دان و گیاه‌شناس اهل انگلستان بود.